# 洪山水库
洪山水库是中国河南省信阳市境内的一座水库，位于大胡沟上，建于1970年。水库正常库容为621万立方米，集雨面积为26平方千米，海拔为82.96米。